# 高田雅介
高田 雅介（たかだ まさゆき、1949年 - ）は、日本の鉱物学者。専門は結晶形態学。
立命館大学理工学部化学科卒業。京都大学理学部地質学鉱物学教室研究生を経て、平安女学院中学高等学校教諭、日本地学研究会館研究員、京都外大西高等学校教諭を歴任。現在、高田クリスタルミュージアム館長。そこでは、やさしい鉱物の体験教室といった催し物の企画をしている。
日本産鉱物の結晶形態学的研究を行い、多数の鉱物の結晶図を公表している。その過程で、新鉱物・千葉石の発見にも携わった。
1995年日本鉱物学会櫻井賞奨励賞を受賞。